# Steve Roach

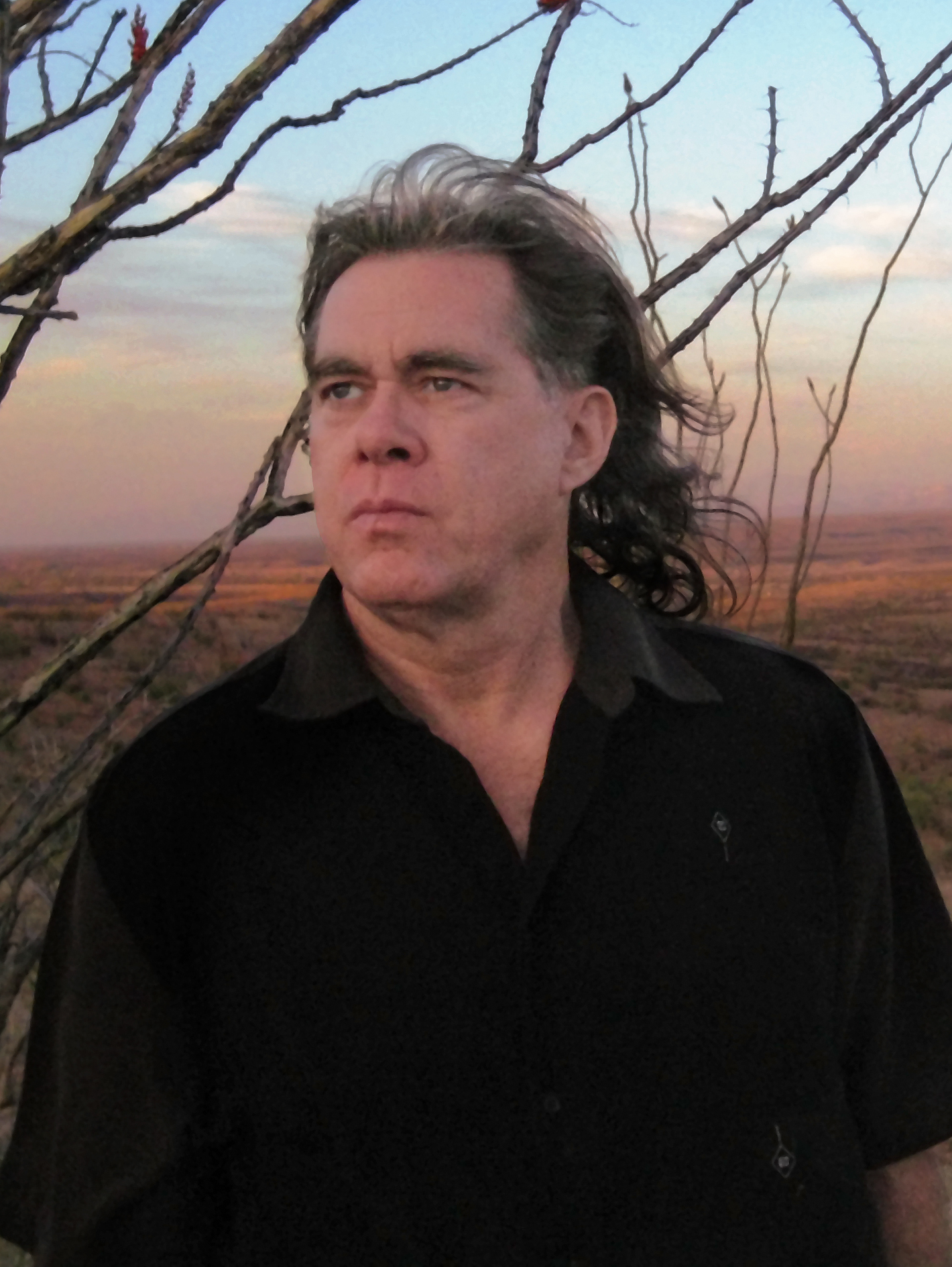
Steve Roach (2013)

Steve Roach (* 16. Februar 1955 in La Mesa, Kalifornien) ist ein amerikanischer Ambient-Musiker.

## Leben
Im Alter von 20 Jahren brachte er sich, inspiriert durch die Musik von Tangerine Dream, Klaus Schulze und Vangelis, selbst das Synthesizer-Spielen bei. Sein Debüt-Album Now erschien 1982.
Roachs Musik ist stark geprägt durch die Schönheit und Vielfalt der vor allem im Süden der USA anzutreffenden Landschaftsbilder. Für Roach ist die Musik ein zentrales Medium, um seine Assoziationen mit der Natur zu verarbeiten. Stilistische Merkmale seiner Klangkunst sind neben der Verwendung der genreüblichen Flächensounds durch unterschiedliche Synthesizer nicht selten auch der Einsatz von Trommeln sowie dem Didgeridoo, was zu teilweise schamanisch anmutenden Klangwelten führt.
1998 wurde der Asteroid (5945) Roachapproach nach ihm benannt.

## Diskographie
- Now, Fortuna, 1982.
- Traveler, Domino, 1983.
- Structures from Silence, Fortuna, 1984.
- Quiet Music 1 (MC), Fortuna, 1986.
- Empetus, Fortuna, 1986.
- Quiet Music 2 (MC), Fortuna, 1986.
- Quiet Music 3 (MC), Fortuna, 1986.
- Western Spaces (mit Kevin Braheny), Fortuna, 1987.
- The Leaving Time (mit Michael Shrieve), Novus, 1988.
- Quiet Music, Fortuna, 1988.
- Dreamtime Return (2 discs), Fortuna, 1988.
- Stormwarning, Soundquest, 1989.
- Desert Solitaire (mit Michael Stearns und Kevin Braheny), Fortuna, 1989.
- Strata (mit Robert Rich), Hearts of Space, 1990.
- Australia: Sound of the Earth (mit David Hudson und Sarah Hopkins), Fortuna, 1990.
- Forgotten Gods (mit Jorge Reyes & Suso Saiz als Suspended Memories), Grabaciones Lejos Del Paraiso, 1992.
- World's Edge (2 discs), Fortuna, 1992.
- Now / Traveler, Fortuna, 1992.
- Soma (mit Robert Rich), Hearts of Space, 1992.
- The Lost Pieces (compilation), Rubicon, 1993.
- Ritual Ground (mit Elmar Schulte), Silent Records, 1993.
- Origins, Fortuna, 1993.
- The Dream Circle, Soundquest, 1994.
- Earth Island (mit Jorge Reyes & Suso Saiz als Suspended Memories), Hearts of Space, 1994.
- Artifacts, Fortuna, 1994.
- The Dreamer Descends (3-inch CD), Amplexus, 1995.
- Kiva (mit Michael Stearns und Ron Sunsinger), Fathom, 1995.
- Well of Souls (2 discs), (mit Vidna Obmana), Projekt, 1995.
- The Magnificent Void, Fathom, 1996.
- Halcyon Days (mit Stephen Kent und Kenneth Newby), Fathom, 1996.
- Cavern of Sirens (mit Vidna Obmana), Projekt, 1997.
- On This Planet, Fathom, 1997.
- Slow Heat, Timeroom Editions, 1998.
- Dust to Dust (mit Roger King), Projekt, 1998.
- Truth & Beauty: The Lost Pieces Volume Two (compilation), Timeroom Editions, 1999.
- Atmospheric Conditions, Timeroom Editions, 1999.
- Ascension of Shadows (3 discs), (mit Vidna Obmana), 1999.
- Dreaming... Now, Then: A Retrospective 1982-1997 (2 discs), (compilation), Fortuna, 1999.
- Body Electric (mit Vir Unis), Projekt, 1999.
- Quiet Music: Complete Edition (2 discs), Fortuna, 1999.
- Light Fantastic, Fathom, 1999.
- Vine ~ Bark & Spore (mit Jorge Reyes), Timeroom Editions, 2000.
- Circles & Artifacts (mit Vidna Obmana), The Contemporary Harmonic, 2000.
- Live Archive (live), (mit Vidna Obmana), Groove Unlimited, 2000.
- Midnight Moon, Projekt, 2000.
- The Serpent's Lair (2 discs), (mit Byron Metcalf), Projekt, 2000.
- Prayers to the Protector (mit Thupten Pema Lama), Fortuna, 2000.
- Early Man (2 discs), Projekt, 2001.
- Blood Machine (mit Vir Unis), Green House Music, 2001.
- Time of the Earth, Projekt, 2001.
- Core, Timeroom Editions, 2001.
- Streams & Currents, Projekt, 2001.
- Pure Flow: Timeroom Editions Collection 1 (compilation), Timeroom Editions, 2001.
- InnerZone (mit Vidna Obmana), Projekt, 2002.
- Trance Spirits (mit Jeffrey Fayman, Robert Fripp & Momodou Kah), Projekt, 2002.
- Day Out of Time (compilation), Timeroom Editions, 2002.
- Darkest Before Dawn, Timeroom Editions, 2002.
- All is Now (live), (2 discs), Timeroom Editions, 2002.
- Mystic Chords & Sacred Spaces (4 discs), Projekt, 2003.
- Space and Time: An Introduction to the Soundworlds of Steve Roach (compilation), Projekt, 2003.
- Texture Maps: The Lost Pieces Vol. 3, Timeroom Editions, 2003.
- Life Sequence, Timeroom Editions, 2003.
- Spirit Dome (mit Vidna Obmana), Projekt, 2004.
- Fever Dreams, Projekt, 2004.
- Mantram (mit Byron Metcalf und Mark Seeling), Projekt, 2004.
- Holding the Space: Fever Dreams II, Timeroom Editions, 2004.
- Places Beyond: The Lost Pieces Vol. 4, Timeroom Editions, 2004.
- Possible Planet, Timeroom Editions, 2005.
- New Life Dreaming, Timeroom Editions, 2005.
- Dreamtime Return, Projekt, 2005.
- Somewhere Else, Projekt, 2005.
- Immersion: One, Projekt, 2006.
- Terraform, Soleilmoon, 2006.
- Storm Surge: Live at NEARfest, NEARfest Records, 2006.
- Proof Positive, Timeroom Editions, 2006.
- Kairos: The Meeting of Time and Destiny, Timeroom Editions, 2006.
- Immersion: Two, Projekt, 2006.
- Immersion: Three, Projekt, 2007.
- Fever Dreams III, Timeroom Editions, 2007.
- Arc Of Passion, Projekt, 2007.
- A Deeper Silence, Timeroom Editions, 2008.
- Landmass, Timeroom Editions, 2008.
- Nada Terma (mit Byron Metcalf und Mark Seeling), Projekt, 2008.
- Stream of Thought (mit Erik Wøllo), Projekt, 2008.
- Empetus, Projekt, 2008.
- Dynamic Stillness, Projekt, 2009.
- Immersion: Four, Timeroom Editions, 2009.
- Destination Beyond, Projekt, 2009.
- Afterlight, Timeroom Editions, 2009.
- Spirit Dome - Live Archive, Projekt, 2009.
- Live at Grace Cathedral, Timeroom Editions, 2010.
- Sigh of Ages, Projekt, 2010.
- Dream Tracker (mit Byron Metcalf), Dr. BAM's Music, 2010.
- Nightbloom (mit Mark Seelig), Projekt, 2010.
- Truth & Beauty, Projekt, 2010.
- Live at Grace Cathedral , Timeroom Editions, 2010.
- The Desert Inbetween (mit Brian Parnham), Projekt, 2011.
- Immersion Five - Circadian Rhythms, Timeroom Editions, 2011.
- Sounds from the Inbetween Box Set, Timeroom Editions, 2011.
- The Road Eternal, Projekt, 2011.
- Live at SoundQuest Fest, Timeroom Editions, 2011.
- Quiet Music: The Original 3-Hour Collection, Projekt, 2011.
- Journey of One, Projekt, 2011.
- Low Volume Music (mit Dirk Serries), Projekt, 2012.
- Tales from the Ultra Tribe (mit Byron Metcalf), Projekt, 2012.
- Back to Life, Projekt, 2012.
- Soul Tones, Timeroom Editions, 2012.
- Future Flows, Projekt, 2013.
- The Delicate Forever, Projekt, 2014.
- Bloodmoon Rising - Night 2, Timeroom Editions, 2014.
- Painting in the Dark, Timeroom Editions, 2016.
- Fade to Gray, Timeroom Editions, 2016.
- Spiral Revelation, Projekt, 2016.
- Long Thoughts, Projekt, 2017.
- Nostalgia for the Future, 2017.
- Return to the Dreamtime, 2018.
- Molecules of Motion, 2018.
- Mercurius, 2018.